# Additiv invers
Den additiva inversen till ett tal n är talet, vilket adderat med n, ger noll. Den additiva inversen till n betecknas −n.
Till exempel:
- Den additiva inversen till 7 är −7, eftersom 7 + (−7) = 0;
- Den additiva inversen till −0,3 är 0,3 eftersom −0,3 + 0,3 = 0.

Det sista exemplet ger alltså −(−0,3) = 0,3.
Den additiva inversen till ett tal är dess inversa element under den binära operationen addition. Den kan beräknas genom multiplikation med −1; det vill säga, −n = (−1) · n.
Typer av tal med additiva inverser innefattar:
- Heltal,
- Rationella tal,
- Reella tal,
- Komplexa tal.

Typer av tal som saknar additiva inverser (av samma typ) innefattar:
- Naturliga tal,
- Kardinaltal,
- Ordinaltal.

Notera att det är möjligt att konstruera heltalen från de naturliga talen genom att formellt inkludera additiva inverser. Alltså kan vi säga att naturliga tal har additiva inverser, men eftersom dessa inte själva är naturliga tal är mängden av naturliga tal inte sluten med avseende på additiva inverser.